# لواشی (داغستان)

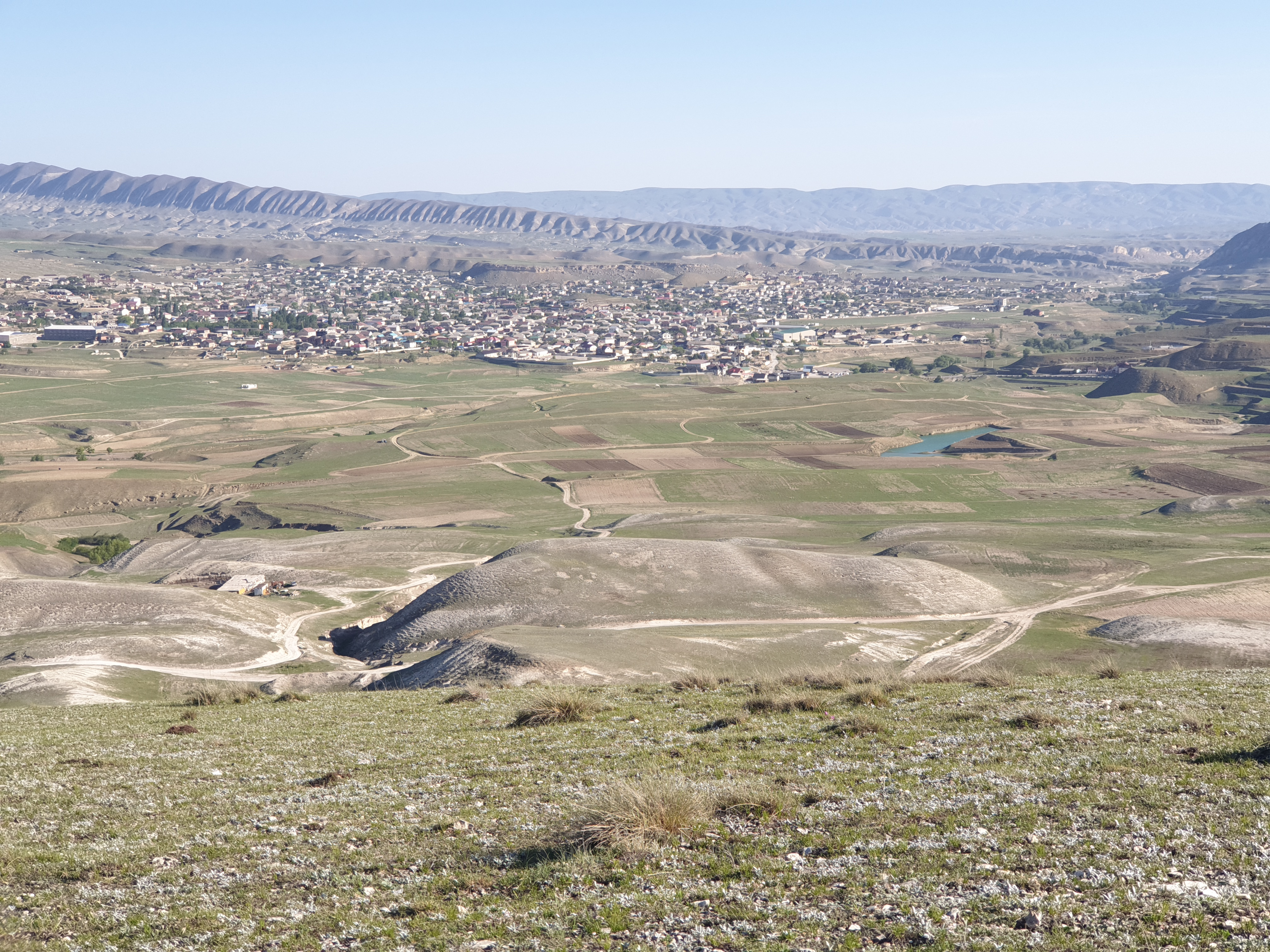
شهرک لواشی منطقه داغستان

لواشی (روسی: Леваши) یک شهرک در ناحیه داغستان در کشور روسیه است.